# Фёуске
Фёуске — город и коммуна в фюльке Нурланн в Норвегии. Является частью исторического региона Сальтен. Административный центр коммуны — город Фёуске, насчитывающий около 6 тыс. жителей.
Фёуске был отделён от коммуны Скьерстад 1 января 1905 года. Город находится на северном берегу Скьерстадфьорда. Коммуна граничит со Швецией на востоке, коммунами Сёрфолл на севере, Будё на западе и Салтдал на юго-востоке.

## Общая информация

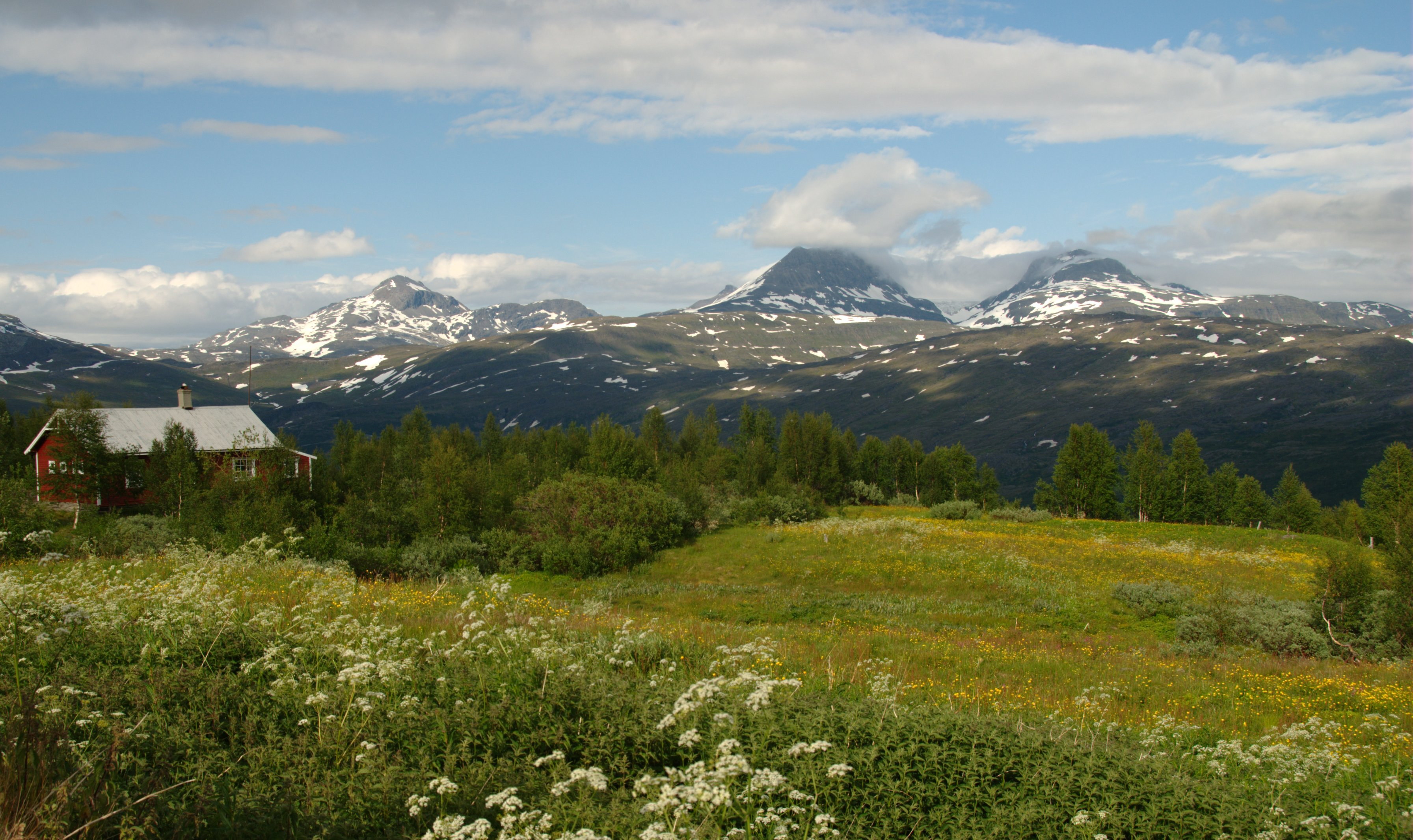
Ранний июль и лето на возвышенности в Якобсбаккене, возле Султильемы

### Название
Коммуна (первоначально приход) был назван в честь старой фермы Фёуске (старонорвежский: Fauskar), поскольку там была построена первая церковь (в 1866 году). Названия происходит от множественной формы слова Fauskr, которое означает Старое и гнилое дерево.

### Герб
Коммуна имеет современный герб. Он был принят в 1988 году. На гербе изображён прямой узел, который представляет Фёуске как торговый и транспортный центр.

## Экономика

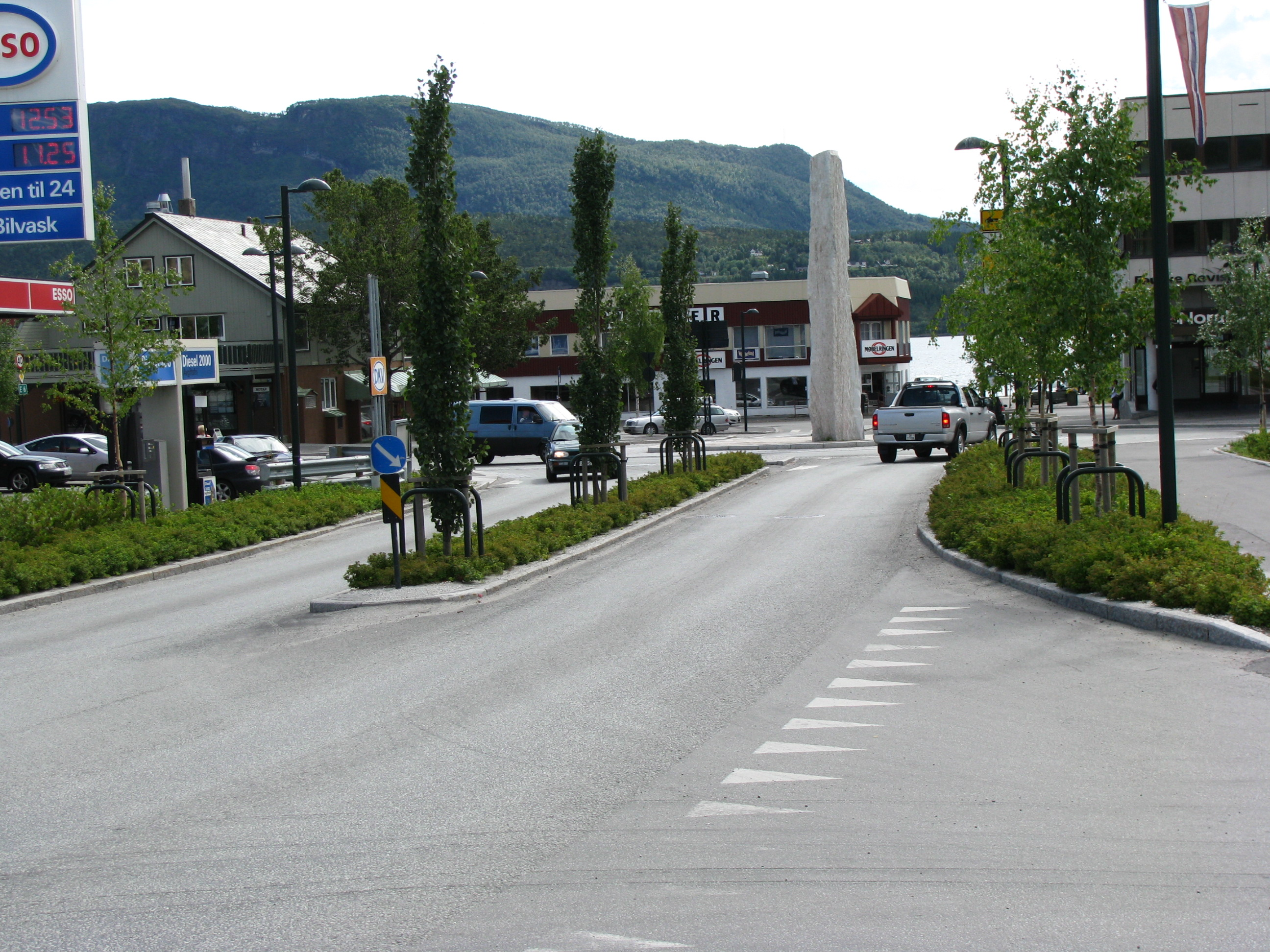
E6 — Rv 80 — дорожный узел в центре Фёуске

В коммуне находятся несколько мраморных карьеров. Мрамор экспортируется во много стран мира, где используется в постройке монументальных зданий, например таких как здание Штаб-квартиры ООН в Нью-Йорке. Так же в Фёуске находятся доломитовые карьеры. Энергетические компании Salten Kraftsamband и Fauske Lysverk являются главными работодателями в Фёуске. Город является коммерческим центром для части внутренних удалённых территорий Сальтена, здесь расположена гостиница и кемпинг.

## Транспорт
Железнодорожная линия Нурланна проходит через коммуну Фёуске и следует на запад в Будё. Путешественники, направляющиеся далее на север, обычно выходят из поезда в Фёуске и едут на экспресс-автобусе в Нарвик по трассе Е6, проходящей по центру Фёуске. Трасса Е6, идущая из Му-и-Рана на север в Фёуске пересекает Салтфьеллет и далее, следуя на север в Нарвик, проходит через очень пересечённую местность; Е6 является самой живописной трассой в Норвегии, проходит через множество туннелей и территорию Сёрфолла. Национальная трасса Норвегии Rv 80, ведущая в Будё, расположенный в 62 км на запад, отделяется от Е6 в центре Фёуске.

## Природа
В Фёуске находится два ледника — Бломаннсисен и Сулитьелмаисен, покрывающие около 14 % территории коммуны. Самая высокая гора коммуны — Сулисконген, имеет высоту 1907 м над уровнем моря. На территории коммуны находится много озёр, таких как Лангватн, Ломиватн, Недреватн и др..
Национальный парк Юнкердаль частично расположен на территории Фёуске. Деревня Сулитьелма, расположенная в 44 км по дороге на восток от Фёуске, является хорошим стартовым местом для пешего туризма по горам и восхождения на ледники. Норвежская экскурсионная ассоциация имеет своё отделение на данной территории. В коммуне расположено много заповедников, таких как заповедник Ветен с известняковым сосновым лесом и богатым подлеском и водно-болотные угодья Фёускеидет с большим разнообразием птиц и смотровой башней. В коммуне находится несколько пещер. Довольно легко доступная пещера Свартхамар является одной из крупнейших пещер Северной Европы, в ней проживает одна из самых северных в мире колоний летучих мышей.

### Климат

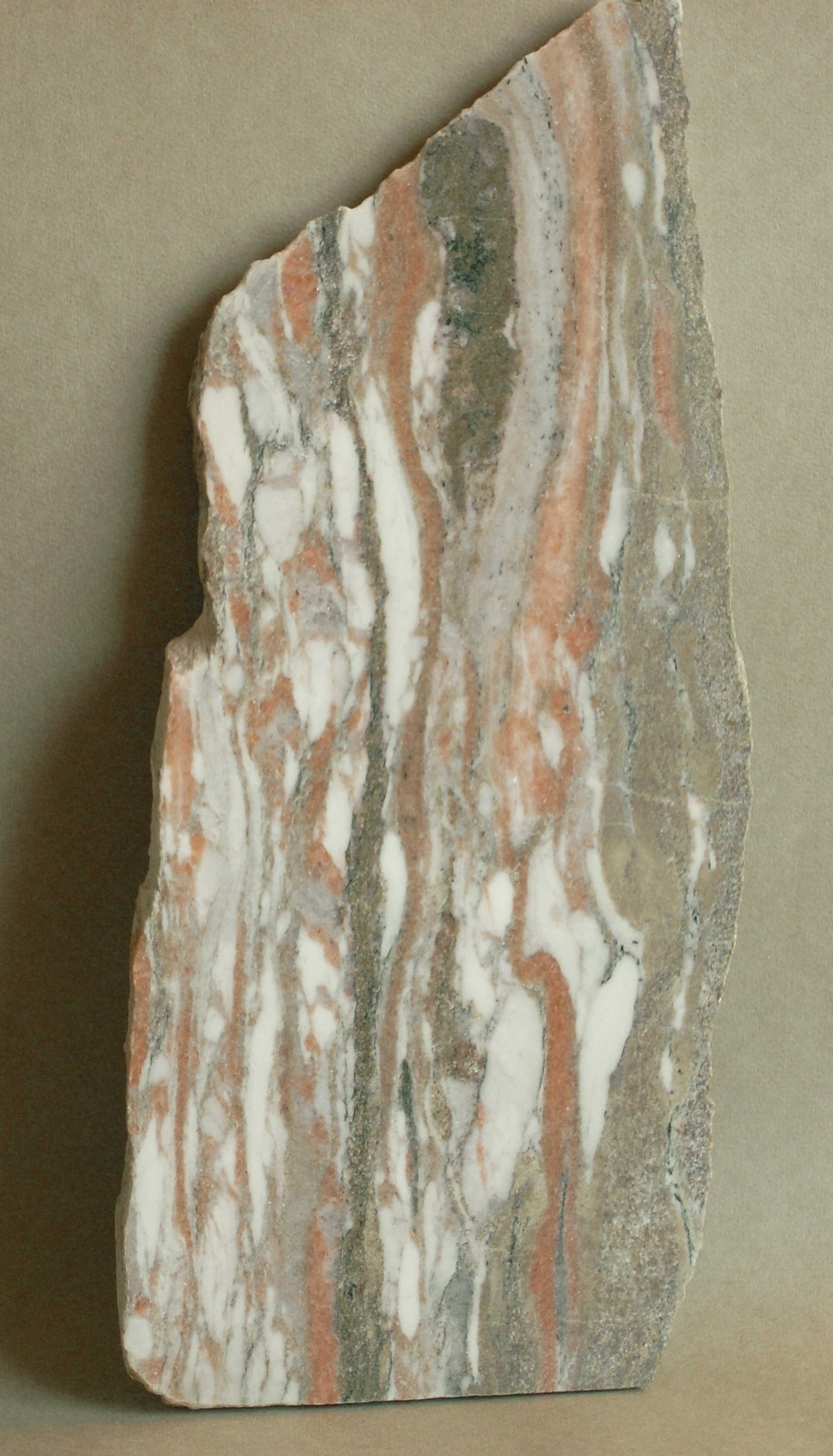
Мрамор, добываемый в Фёуске, известен как Норвежская роза; так же может быть зелено-белым

Фёуске расположен за Полярным кругом, 24-х часовой световой день длится с начала мая по август, Полярный день начинается в июне и продолжается до второй недели июля. Средняя суточная температура в Фёуске ниже нуля с ноября по конец марта, но свободный от льда фьорд сдерживает температуру зимой. Лето начинается в июне и летняя температура сохраняется до начала сентября. Большое количество осадков выпадает с сентября по декабрь, среднегодовое количество осадков 1040 мм. Дневная температура обычно существенно теплее, чем средняя суточная с марта по сентябрь, однако суточное изменение температуры является очень маленьким с ноября по начало февраля, когда солнце находится очень низко или за горизонтом целый день. Однако, колебания температуры зависят от погоды, например может быть прохладный западный ветер с температурой в 10 °C и дождём днём и ночью, а на следующий день может быть солнечно с температурой в 25 °C. Юго-западные ветра могут приносить оттепели в любое время зимой, но не в горах, которые обычно способствуют выпадению большого количества снега зимой — это является главной причиной больших ледников на территории коммуны.
| Показатель                                      | Янв. | Фев. | Март | Апр. | Май | Июнь | Июль | Авг. | Сен. | Окт. | Нояб. | Дек. |
| ----------------------------------------------- | ---- | ---- | ---- | ---- | --- | ---- | ---- | ---- | ---- | ---- | ----- | ---- |
| Средняя температура, °C                         | −4,1 | −3,6 | −1,7 | 1,9  | 7,3 | 11,1 | 13,0 | 12,5 | 8,6  | 4,4  | −0,1  | −2,8 |
| Норма осадков, мм                               | 98   | 81   | 75   | 53   | 45  | 53   | 78   | 79   | 110  | 147  | 105   | 116  |
| Источник: Норвежский метеорологический институт |      |      |      |      |     |      |      |      |      |      |       |      |

## Выдающиеся жители
- Авторы Даг Ове Ёхансен (норв. Dag Ove Johansen), Трине Ангельсен (норв. Trine Angelsen) и Карин Рисволл (норв. Karin Risvoll) проживают в коммуне
- Певцы группы «Фаттерн» (норв. «Fattern») и Кристер Алсус (норв. Christel Alsos) жили в Фёуске до того момента, пока не получили высшее образование и начали заниматься своей сольной карьерой
- Симон Слоттвик (норв. Simon Slåttvik) (родился 24 июля 1917 года в Вальнесфьорде) — известный лыжник, завоевавший в соревнованиях по лыжному двоеборью золотую медаль на Зимней Олимпиаде 1952 года в Осло
- Александр Ус (норв. Alexander Os) — известный норвежский биатлонист
- Даг Сигурдсон (норв. Dag Sigurdson) — международный комиссар в УВКБ